# Furstendömet Reuss-Greiz

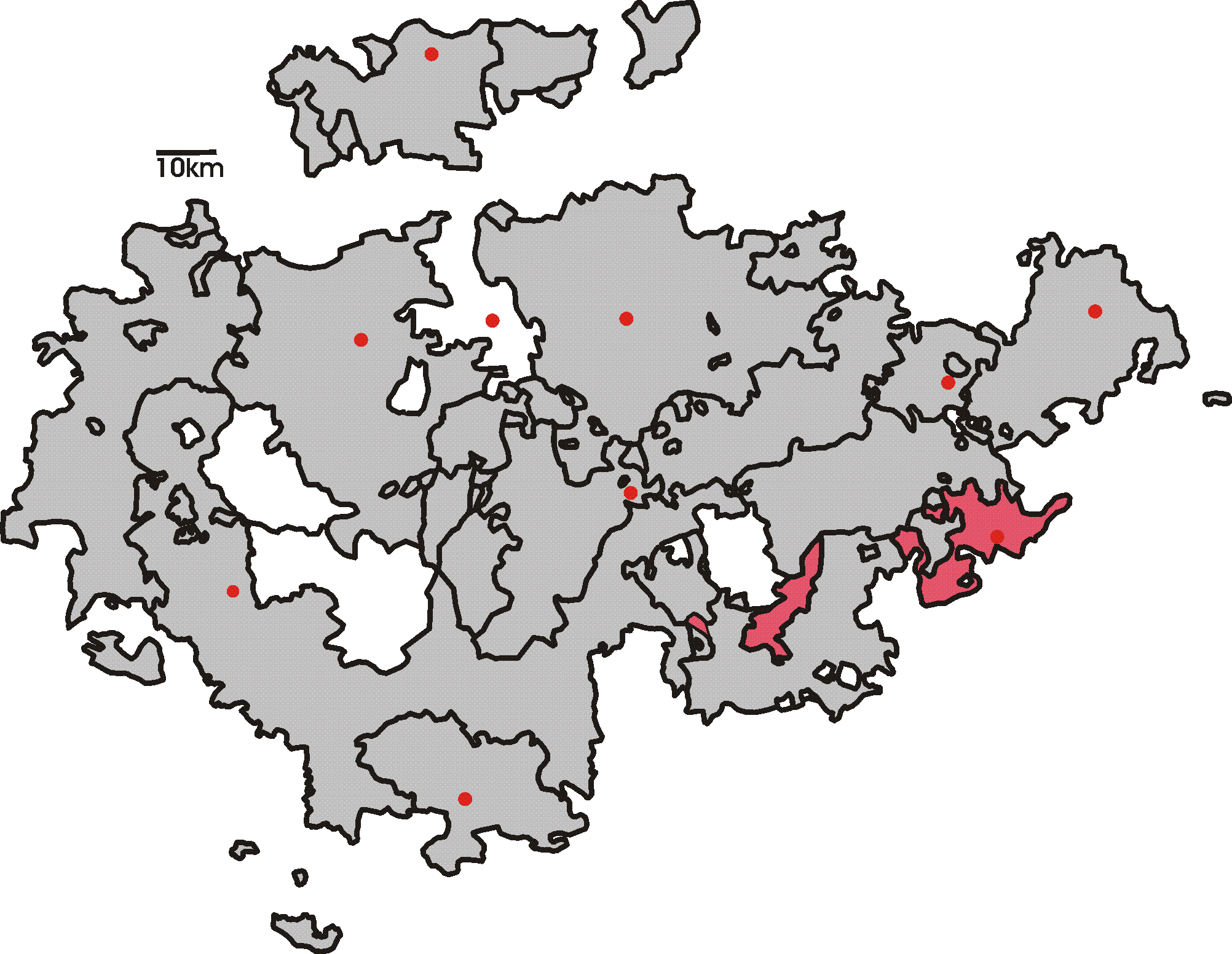
Furstendömet Reuss-Greiz i Thüringen.

Furstendömet Reuss-Greiz var en tysk mikrostat och ett suveränt furstendöme i Thüringen, som styrdes av Huset Reuss' äldre gren åren 1778-1918. Furstendömet var nära sammanflätat med Reuss-Gera som styrdes av husets yngre gren. Huvudstad var Greiz.
Furstendömet upphörde att existera i samband med tyska revolutionen 1918 och uppgick sedermera i det nya förbundslandet Thüringen.

## Geografi och näringsliv
I allmänhet var landet bergigt, uppfyllt av en del av Thüringerwald, som här kallades
Frankenwald. Huvudfloder var Saale och Weisse Elster.
Omkring 37 procent av de båda furstendömena Reuss upptogs av skog, varav i Reuss-Greiz hälften tillhörde staten och i Reuss-Gera nära hälften var furstens egendom. Jordbruket drevs med omsorg, men fyllde till följd av landets bergiga beskaffenhet inte befolkningens behov av brödföda. Däremot lämnade ladugårdsskötseln avkastning för utförsel. Järnmalm bröts på flera ställen, och vid Köstritz i Unterland ligger salinen Heinrichshall. Fabriksrörelsen, särskilt vissa grenar av textilindustrien (yllevävnader och stickade varor), var mycket livlig och hade sina centralpunkter i Greiz, Zeulenroda och Gera. Industrialster, trävaror, nötkreatur, smör och
järn utgjorde de främsta utförselartiklarna.

## Förvaltning och politiska förhållanden
Furstendömet var konstitutionellt monarkiskt och Reuss-Greiz' 
sista författning antogs 1867 (med ändring senast 1913). Regeringen var ärftlig på svärdssidan med förstfödslorätt, om den yngre grenen av huset Reuss utslocknade efterträdde den yngre ätten i Reuss-Gera.
Båda furstarna av Reuss bar titlarna Durchlaucht och "suverän furste av Reuss, greve och herre till Plauen, herre till Greiz, Kranichfeld, Gera, Schleiz och Lobenstein, etc".
Landtdagen i Reuss-Greiz bestod av 15 ombud, nämligen förste borgmästarna i städerna Greiz och Zeulenroda, 3 av fursten utnämnda, de övriga valda direkt för 6 år (2 av de större godsägarna, 3 av städerna, 4 av landskommunerna och en av och bland kommunalordförandena på landsbygden). Högsta domstolsinstansen för både Reuss-Gera och Reuss-Greiz var thüringska Oberlandesgericht i Jena. Reuss-Gera hade fem Amtsgerichte och en med Sachsen-Weimar gemensam  Landgericht i Gera.
Furstendömet hade en representant i tyska riksdagen och en röst i förbundsrådet.
Statsinkomster och utgifter i Reuss-Greiz upptogs för 1914 till 1 808 720 mark;  någon statsskuld fanns inte.
Furstarna av Reuss-Gera och Reuss-Greiz var mycket rika, då en stor del av furstendömena var deras enskilda egendom. De båda furstendömena uppställde tillsammans med Schwarzburg-Rudolstadt ett infanteriregemente, 
tillhörande 11:e armékåren.
Furstendömenas vapen hade fyra fält: i första och fjärde ett upprättstående gyllene lejon i svart (för Reuss), i andra och tredje en gyllene trana (tyska: Kranich) i silverfält (för Kranichfeld).
Tillsammans utdelade de båda furstarna tre hederskors för civila och militära förtjänster. Det furstliga residenset låg i Greiz.

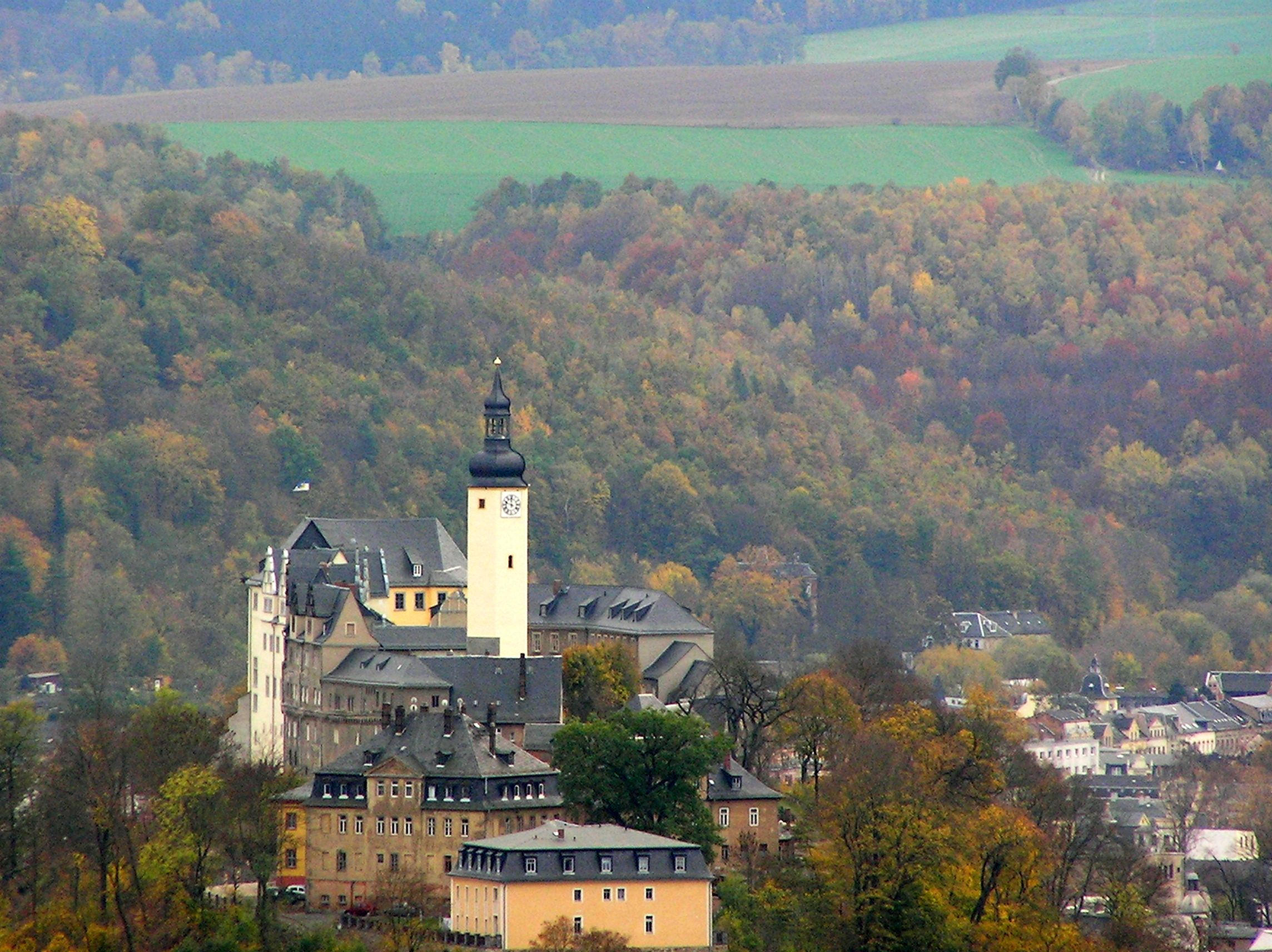
Det övre slottet i Greiz
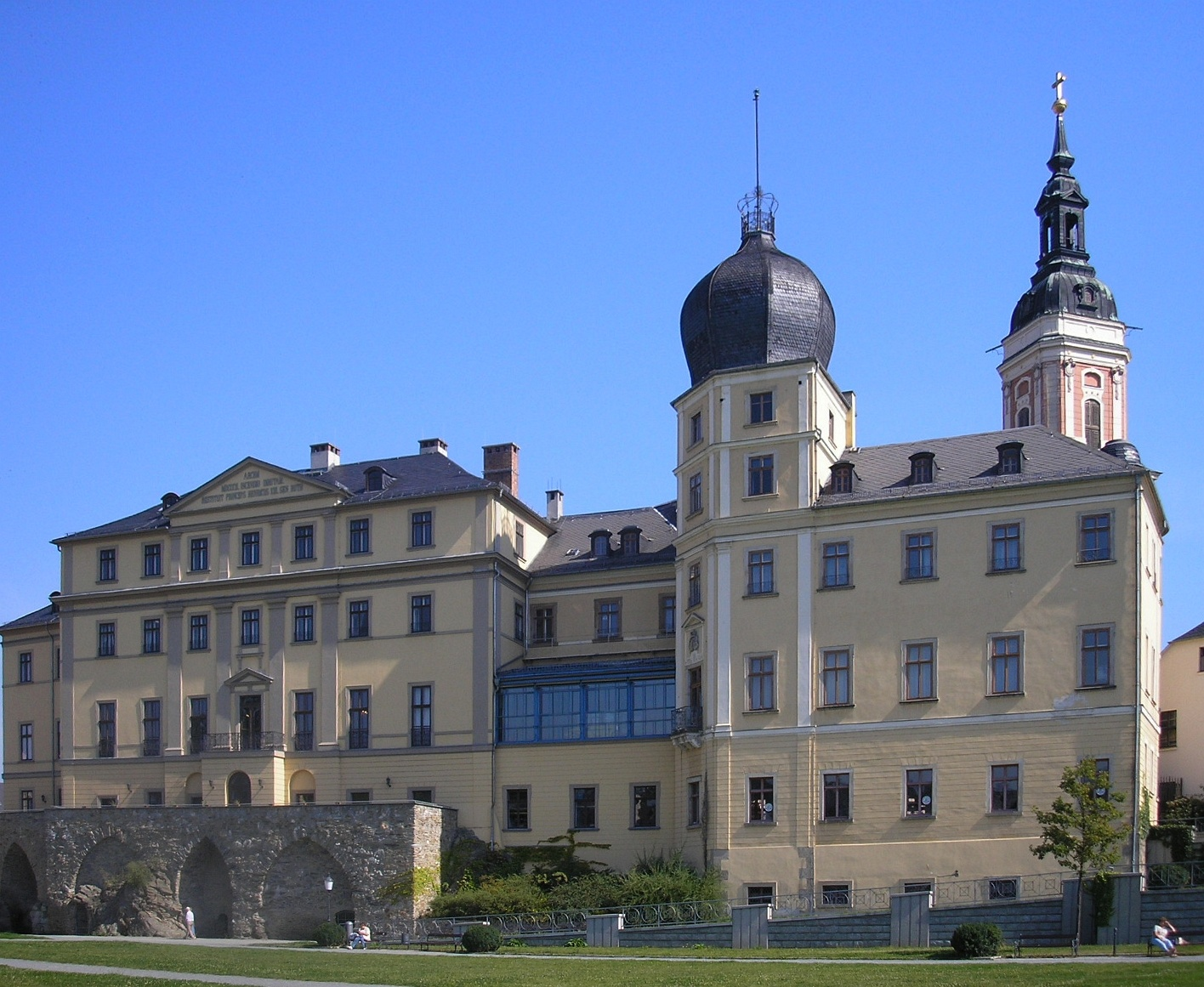
Det lägre slottet i Greiz.